# Рублёво (посёлок, Москва)
Рублёво — микрорайон города Москвы, административно являющийся посёлком. Посёлок расположен за МКАД, на правом берегу Москвы-реки. Его территория относится к району Кунцево Западного административного округа и вместе с частью Рублёва-Архангельского является эксклавом Москвы, от основной территории Москвы отделён тонкой полоской Одинцовского городского округа.

## Название
Название Рублёво происходит от одноимённой деревни, которая располагалась к юго-западу от современного посёлка. Существует несколько версий происхождения названия Рублёво. Местность, включавшая прежде в состав и современное Рублёво, раньше именовалось Серебряным бором. Здешние сосновые леса стояли на серебросодержащих песках, велась добыча так называемого рублёвого серебра, которое шло на изготовление монет. По другой версии, название Рублёво закрепилось из-за стоимости участков, когда землю здесь можно было купить буквально за рубль. Имеется версия, что название произошло от слов вырубка, рубить, рубленый — когда крестьяне вырубали себе в лесу земли.
От названия посёлка появилось Рублёвское шоссе и Рублёво-Успенское шоссе. Местность в Подмосковье вдоль Рублёво-Успенского шоссе неофициально стала именоваться Рублёвкой. Примечательно, что сам посёлок не относят к Рублёвке. Местность между посёлком Рублёво и посёлком Архангельское было названо Рублёво-Архангельское.

## История
Деревня Рублёво известна с 1620 года как владение боярина Бориса Михайловича Лыкова, который был царским конюшим, а затем возглавлял многие приказы. Кроме этих деревень во владении князя Бориса Михайловича было ещё соседнее село Лыково (нынешнее Троице-Лыково). Современный посёлок также включает в себя деревню Луки, располагавшуюся чуть севернее (современная Старолучанская и Новолучанская улицы).
После смерти князя Лыкова Рублёво перешло к его наследникам, а затем — в собственность великих князей. В 1690 году владельцем этой деревни становится боярин Мартемьян Кириллович Нарышкин (1655—1697). Затем деревней владеет его брат Лев Кириллович Нарышкин, а после него Рублёво перешло к его сыновьям Александру и Ивану. На грани XIX и XX вв. хозяйкой стала помещица Софья Николаевна Карзинкина (1836—1911). О ней до сих пор напоминает лишь так называемое «Карзинкино поле», сохранившееся на окраине современного поселка Рублёво.
Деревня Луки была крупнее, чем Рублёво. В 1873 году в Луках проживало 198 человек, а в Рублёво — 160 человек. Все жители — православного вероисповедания.
Летом 1888 года губернатор князь Владимир Михайлович Голицын совершил инспекционную поездку в эти места и обратил внимание на то, что этот участок Москвы-реки может стать со временем альтернативой Мытищинского водопровода. Позднее именно князь Голицын, вместе с инженером Николаем Петровичем Зиминым, будет стоять во главе комиссии по утверждению места водозабора на реке Москве. В 1890 году Московский водопровод был передан в ведение Городской Думы. В 1901 году Дума по инициативе Зимина принимает решение о постройке Рублёвской водопроводной станции на реке Москве у деревни Рублёво с проектной мощностью 3,5 миллиона вёдер воды в сутки. Для этого городские власти выкупают у Карзинкиных и местных крестьян землю для строительства станции. На покупку земли и строительство станции Дума ассигновала 16 миллионов рублей.
В 1901 году близ деревни Рублёво на полях была заложена водонапорная станция, снабжающая Москву питьевой водой. Водопроводная станция (ранее именовавшаяся Рублёвская насосная станция) с небольшим посёлком при ней располагалась между деревнями Рублёво и Луки. От Рублёвской насосной станции (вдоль водоводов) было проложено Рублёвское шоссе, заканчивавшееся у резервуара чистой воды на Воробьёвых горах близ села Воробьёво. Шоссе было замощено булыжником, вдоль него были высажены липы.
Территория Рублёвской насосной станции была окружена изящным кованым забором с кирпичными опорами. Для въезда на территорию на Рублёвской насосной станции были следующие ворота со сторожами при них: Лучанские (напротив нынешнего дома № 2 по ул. В. Ботылёва, позднее перенесены к Управлению станции), Москорецкие (у первого (старого) водоприёмника), Рублёвские (сохранились по настоящее время, находятся близ бывшей железнодорожной станции Рублёво, были обращены к бывшей здесь деревне Рублёво) и Кунцевские (с красивыми кирпичными «башенками», существуют по настоящее время, расположены на трассе Рублёвского шоссе, были направлены в сторону бывшего города Кунцево).
В 1928 г. посёлок при водопроводной станции получил официальный статус рабочего посёлка Рублёво.
В 1930-е гг. при строительстве 3-го машинного здания и расширения территории Рублёвской водопроводной станции (до деревни Поповка) деревня Рублёво была перенесена ниже по течению Москвы-реки ближе к Лукам (Лучанскому оврагу). А рабочий посёлок Рублёво рос, вскоре в нём появились улицы: Кировская (ранее — Продольный проезд, ныне — улица Василия Ботылёва), Советская улица, Набережная улица, Новолучанская улица, Старолучанская улица (в 1970—80-е гг. частично упразднена, застроена, перетрассирована, остался 1 дом — № 48, — Рублёвский вет. участок), Москворецкая улица (в 1980—90-е гг. частично упразднена, осталось 2—3 дома), Рублёвская улица (практически упразднена, домов не осталось). В 1950—60-е гг. в дополнение к ним появились Обводное шоссе, 1-я и 2-я Новорублёвские улицы.
Посёлок Рублёво:
- с 1919 по 1925 входил в состав Краснопресненского района Москвы
- с 1925 по 1961 и с 1961 по 1968 входил в состав Киевского района Москвы
- в 1961 относился к Красногорскому району Московской области
- с 1969 входил в Кунцевский район Москвы
- c 1991 входит в район Кунцево города Москвы

## Население
| Численность населения, чел. | Численность населения, чел. | Численность населения, чел. | Численность населения, чел. | Численность населения, чел. |
| 1959                        | 1970                        | 1979                        | 1989                        | 2019                        |
| --------------------------- | --------------------------- | --------------------------- | --------------------------- | --------------------------- |
| 8283                        | 9387                        | 9469                        | 8100                        | 10577                       |

## Транспорт
В Рублёво от станции метро «Молодёжная» следуют автобусы № 127 (Мякинино парк — ул. Коцюбинского) и № 626 (станция метро «Молодёжная» — 3-й м/р Строгина). Через Рублёво также проходят автобус № 129 (Мякинино — Автобаза Генерального штаба), маршрутные такси № 358, следующее от метро «Крылатское» до станций метро «Тушинская» и «Строгино», и бесплатные, организованные «Ашаном», которые довозят до ТЦ «Европарк». Имеется грузовая железнодорожная станция Рублёво на ветке от платформы Ромашково Усовской ветки Белорусского направления МЖД (где-то до 50-х годов XX века функционировала и как пассажирская).
Через посёлок не проходит Рублёвское шоссе: после пересечения с МКАД это шоссе упирается в Кунцевские ворота Рублёвской станции водоподготовки (бывшая Рублёвская водопроводная станция, а ранее — Рублёвская насосная станция). Через посёлок проходит ответвление от Рублёвского шоссе — Обводное шоссе.

## Достопримечательности

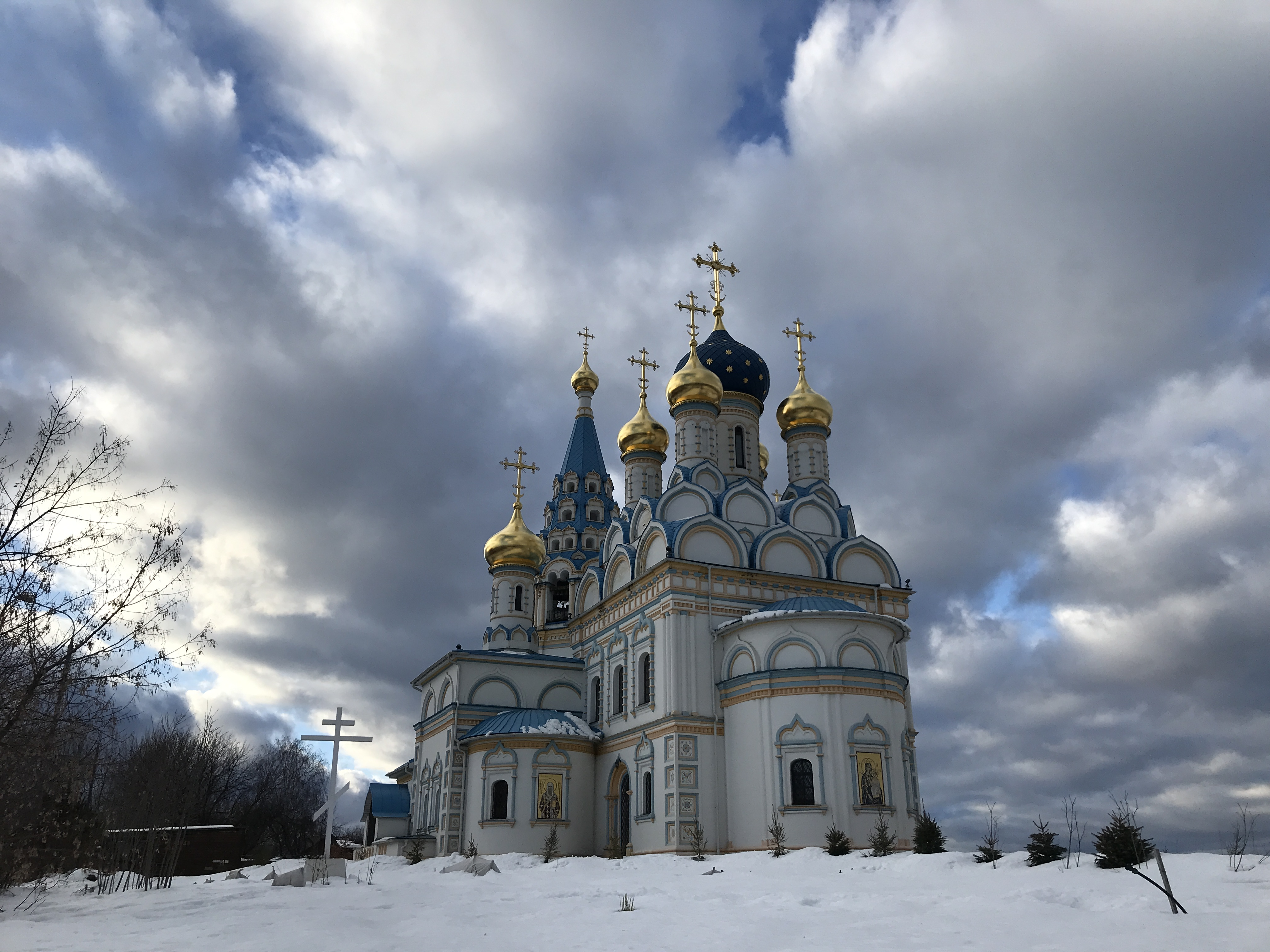
Храм иконы Божией Матери «Неувядаемый Цвет»

### Культурный центр «Рублёво»
Государственное бюджетное учреждение культуры г. Москвы "Культурный центр «Рублёво» с благоустроенной прилегающей территорией и современным техническим оснащением, что позволяет назвать его культурным центром-клубом XXI века. В этом же здании располагается Футбольный клуб «Строгино» Виды спорта: футбол. На базе сейчас два поля: травяное и искусственное. В конце 2012 г. построены ещё 2 поля с искусственным покрытием, футбольный городок, интернат, новая трибуна и другие спортивные объекты.

### Краеведческий Музей «Наследие»
Адрес: Набережная ул. (Рублево пос.), д. 19, Телефон: (499) 727-10-85.

### Храм иконы Божией Матери «Неувядаемый Цвет»[7]
Первый в Москве храм в честь иконы Божией Матери «Неувядаемый Цвет» в поселке Рублево. Строительство начато в 1998 году. Именно тогда в живописном месте на высоком берегу Москвы-реки по благословению Святейшего Патриарха Алексия II был совершен торжественный молебен с освящением закладного камня.
Адрес: ул. Василия Ботылева ул., 45, Москва, 121500, Телефон: 8 (499) 713-40-33.

## Местное самоуправление
19 ноября 2016 г. в поселке Рублево (Москва), в здании библиотеки прошел Учредительный съезд общественной организации «Рублевский народный совет».
В работе Учредительного съезда приняли участие жители поселка Рублёво, а также приглашённые гости. Общее собрание жителей поселка единогласно приняло решение о создании общественного движения «Рублевский народный совет», утвердило Устав и избрало постоянно действующий орган — Комитет Общественного движения и контрольный орган — Ревизионную комиссию.